# 중독심리학
중독심리학(中毒心理學, addiction psychology)은 심리학의 한 분과이다. 중독은 질병 또는 선택으로 간주되는데, 다시 말해 한 모델은 중독질병모델을, 다른 한 모델은 중독선택모델을 따른다. 연구자들은 중독 과정이 마치 뇌라는 장기의 질병과 같으며 일종의 결함, 질병 증상이라고 주장한다. 중독은 유전자 질환, 보상, 기억, 스트레스, 선택과 관련한 선택 모델과 비슷하게 취급되기도 한다. 두 모델 모두 충동적 행동의 결과를 낳는다. 물질 중독은 약물, 알코올, 흡연과 관련된다. 과정적 중독은 도박, 소비, 성적 활동, 게이밍, 인터넷, 음식 등 물질과 관련이 없는 행동과 관련된다.
심리학자들의 가장 오래된 중독의 정의는 자기 통제가 없는 중독이다. 중독된 측은 절제를 원하지만 유혹에 저항할 수 없는 상태이다. 중독은 자신의 행위의 통제를 잃는다. 중독자는 중독과 싸우면서 절제, 그리고 자신의 행위에 통제를 원하는 것으로 간주된다.

## 참고 자료
- Integrative Therapy: 100 Key Points and Techniques; Maria Gilbert, Vanja Orlans books listed here that may be of interest but don't incl if they were already cited in article
- Hubbard, R.L.; Craddock, S.G.; Flynn, P.M.; Anderson, J.; and Etheridge, R.M. Overview of 1-year follow-up outcomes in the Drug Abuse Treatment Outcome Study (DATOS). Psychology of Addictive Behaviors 11(4) 291-298, 1998.
- Miller, M.M. Traditional approaches to the treatment of addiction. In: A.W. Graham and T.K. Schultz (eds.), Principles of Addiction Medicine (2nd ed.). Washington, D.C.: American Society of Addiction Medicine, 1998.
- Simpson, D.D., and Brown, B.S. Treatment retention and follow-up outcomes in the Drug Abuse Treatment Outcome Study (DATOS). Psychology of Addictive Behaviors 11(4) 294-307, 1998.
- Institute of Medicine. Treating Drug Problems. Washington, D.C.: National Academy Press, 1990.